# Гасымов, Алим Хамза оглы
Алим Хамза оглы Гасымов (азерб. Qasımov Alim Həmzə oğlu; род. 14 августа 1957, Набур) — азербайджанский ханенде. Народный артист Азербайджана (1993). Лауреат международной музыкальной премии ЮНЕСКО (1999).

## Биография
Родился 14 августа 1957 года в селе Набур, входившем тогда в Шемахинский район. С 1970 по 1982 год проживал с родителями в посёлке Ашагы-Гюздек Апшеронского района.
В 1978—1982 годах обучался в Бакинском музыкальном училище им. Асафа Зейналлы, в 1983—1989 годах в Азербайджанском государственном институте искусств.
В 1979 году состоялось первое выступление Алима Гасымова по азербайджанскому телевидению.
В 1980 году был участником XXII Летних Олимпийских Игр, проходивших в Москве[уточнить].
Творческая биография Гасымова обогащена участием во многих международных фестивалях а также концертами в Америке, Европе и Азии. 
В 1988 году завоевал первый приз Международного фестиваля в Самарканде (Узбекистан).
Также 1988 году азербайджанское трио в составе ханенде Алима Гасымова, тариста Рамиза Кулиева и кяманчистки Шафиги Эйвазовой заняло первое место на 22-м международном музыкальном фестивале, проводимом под эгидой ЮНЕСКО в США. Всего за время гастролей музыканты дали в США 40 концертов. Выступление «чародеев из Азербайджана» было отмечено газетами «Вашингтон пост», «Нью-Йорк таймс» и другими СМИ.
За 1989—2001 годы в Европе было выпущено более 10 дисков Алима Гасымова.
В 1991 году избран членом парижского городского муниципального театра «Де-Ле-Вилль».
В 1999 году состоялась презентация диска «Любовь глубокого океана», получившего большую популярность в Европе, а также документального фильма о ханенде, снятого ЮНЕСКО.

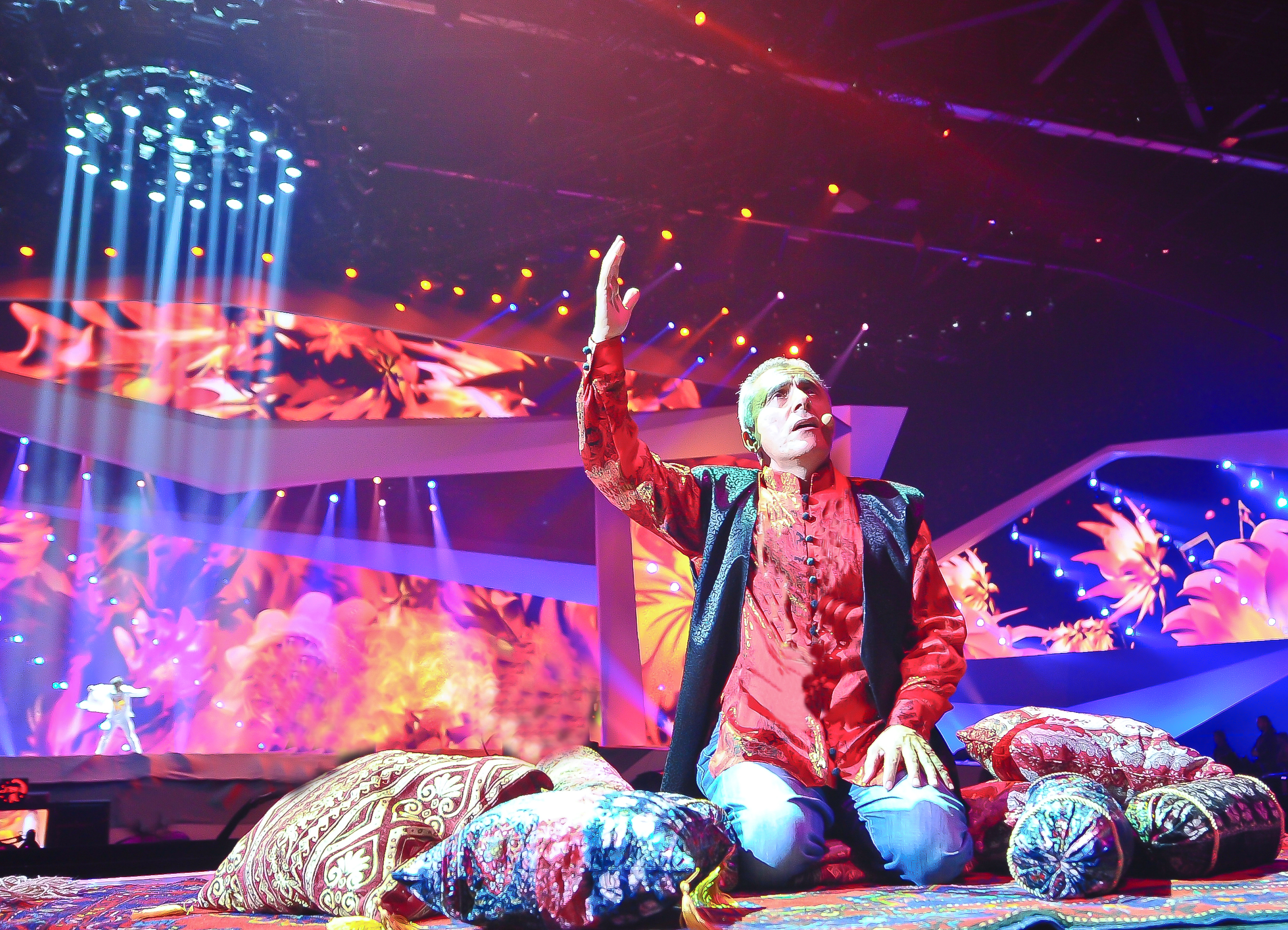
Выступление на открытии финала Евровидения 2012

В 2000 году избран членом «Европейской Ассамблеи Редких Голосов».
В 2001 году получил главный приз Международного самаркандского фестиваля музыки.
Алим Гасымов является участником известного проекта «Великий Шелковый путь», организованного всемирно известным виолончелистом Йо-Йо Ма, а также членом ансамбля «Шелковый путь».
Принял участие в записи трека When the Music Dies, с которым Сабина Бабаева выступила на Евровидении-2012. Также выступил на церемонии открытия и в интервальных актах финала Евровидения-2012.
С 1989 года — солист Азербайджанского государственного театра оперы и балета. Исполнял роли Меджнуна, Ашыга Гариба и другие.
Преподает в  Музыкальном училище имени Асафа Зейналлы, Азербайджанской национальной консерватории.
Имеет учёное звание доцента.
Лауреат международной музыкальной премии ЮНЕСКО (19 ноября 1999).
Голос Алима Гасымова сопровождает трек диджея Дэвида Вендетты 2010 года «I’m your Goddess».

## Дискография

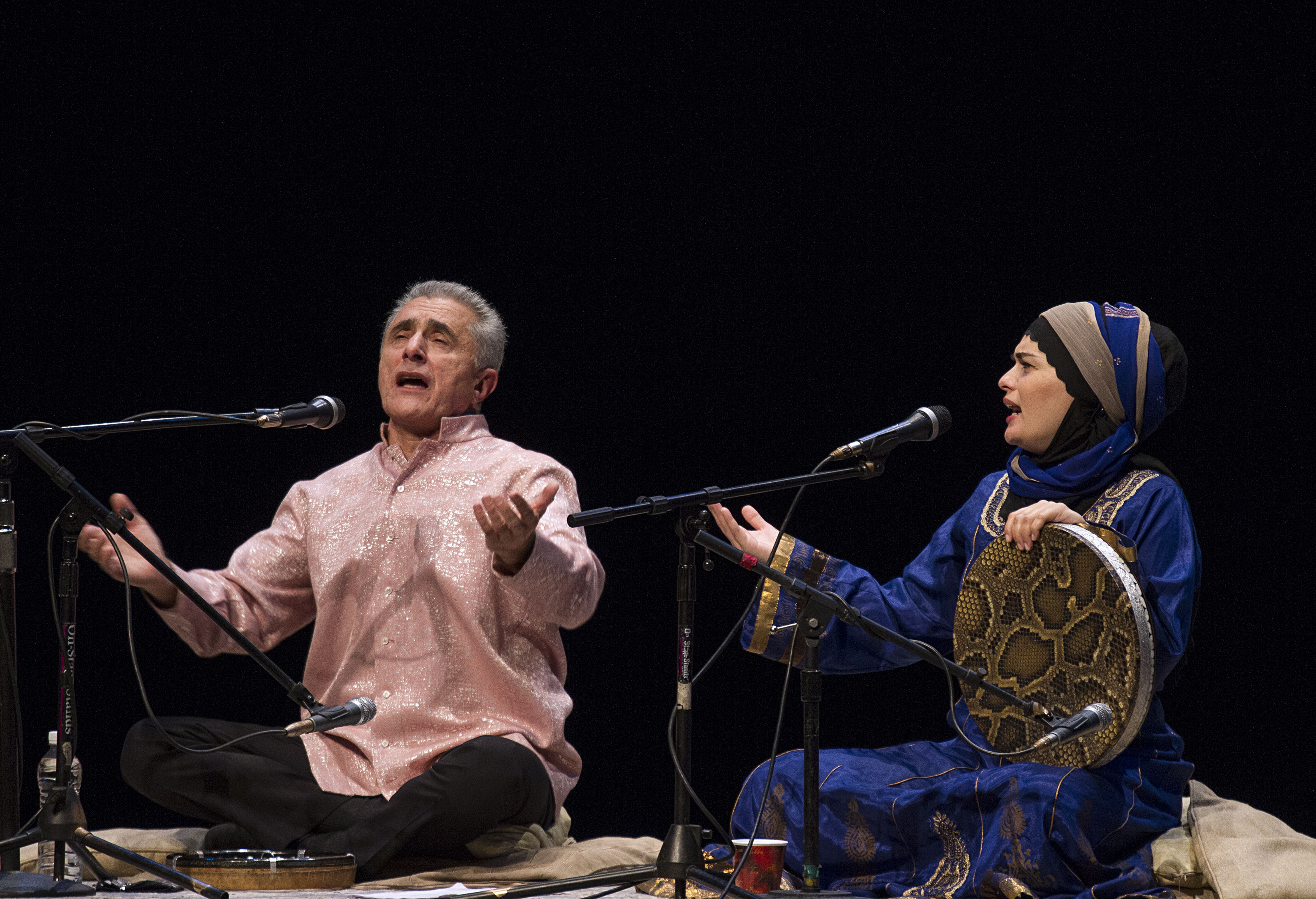
Алим Гасымов с дочерью Ферганой во время концерта

### Альбомы
- «Classical Mugham» (3 января 1996)
- «The Legendary Art of Mugham» (в сопровождении своего ансамбля) (15 октября 1997)
- «The Art of Mugham» (1 декабря 1997)
- «The Mugham of Azerbaidjan» (1 октября 1999)
- «Love’s Deep Ocean» (совместно с Ферганой Гасымовой) (11 октября 1999)
- «Oyanish» (совместно с группой «Coldunya») (декабрь 2003)
- «Spiritual Music of Azerbaijan» (совместно с Ферганой Гасымовой) (25 сентября 2007)
- «Tebriz seferi»

## Фильмография
В качестве актёра
- «Ашик-Кериб» (1988) (певец)
- «Газельхан» (1991) (ханенде)

Как исполнитель
- «Родные берега» (1989)
- «Счастливчик[азерб.]» (1990)
- «Убийство в ночном поезде[азерб.]» (1990)
- «40-я дверь» (2008)

Иные фильмы с участием
- «Дай мне слово, что..[азерб.]» (1989)
- «Гаджи Ариф[азерб.]» (1995)
- «Голос, который останется в этом мире[азерб.]» (2001)
- «Müstəqillik Yollarında» («По пути независимости») (2004)
- «Bu Səs Qədirin Səsidir» («Этот голос - голос Гадира») (2007)
- «Muğamat Var Olan Yerdə…» («Там где есть мугамат») (2009)

В качестве композитора
- «Нефть[азерб.]» (2003)

## Книга об Алиме Гасымове
Жизни и творчеству Алима Гасымова посвящена книга музыковеда и публициста, главного консультанта пресс-службы МЧС Азербайджана Натаван Фаиг (Мустафаевой) под названием «Алим». Автор посвятила работе над книгой четыре с половиной года. Редактором, а также автором предисловия является Чингиз Абдуллаев. Рецензент — композитор Франгиз Ализаде, консультант — ректор Бакинской Музыкальной Академии Фархад Бадалбейли. Эпиграфом к книге послужили слова знаменитого американского виолончелиста, а также руководителя легендарного ансамбля «Шелковый путь» Йо-Йо Ма: «Я счастлив, что живу в одно время с Алимом Гасымовым…».

## Личная жизнь
Дочь, Фаргана Гасымова, мугам-певица.

## Награды и премии
- Заслуженный артист Азербайджанской ССР (1988)
- Музыкальная медаль в городе Бонн, ФРГ (1989)
- Народный артист Азербайджана (3 февраля 1993, за заслуги в развитии мугамного искусства)[11]
- В 1993 году в Париже, в 1994 году в Хьюстоне был награждён музыкальными медалями.
- Национальная премия «Хумай» (1997)
- Международная музыкальная премия ЮНЕСКО (19 ноября 1999)
- Персональная пенсия Президента Азербайджанской Республики (1 апреля 2005)[12]
- Орден «Слава» (13 августа 2007, за заслуги в развитии азербайджанского мугамного искусства)[13][14].
- Диплом «Мост» (Германо-азербайджанское общество, 2008)[15].
- Государственная премия Азербайджана по науке, культуре и литературе (26 мая 2010, за исполнительскую деятельность)[16].
- Международная премия «Золотой чинар» (2014, Азербайджан).
- Медаль «Друг университета» (2014, Бакинский государственный университет)[17].
- Орден «Честь» (12 августа 2017, за заслуги в развитии азербайджанской музыкальной культуры)[18].